# Public Enemy
Public Enemy is een maatschappijkritische Amerikaanse hiphopgroep uit Long Island, New York, geformeerd in 1985. Snel daarna tekenden ze bij het Def Jam-label nadat Rick Rubin een demotape hoorde waarop een freestylende Chuck D te horen was. Het duurde ongeveer vijf jaar voordat het debuutalbum, Yo! Bum Rush the Show, werd uitgebracht in 1987. Public Enemy stond bekend om het bestrijden van het rechtse overheidsbeleid en discriminatie op huidskleur. Leider Chuck D heeft hierover enkele boeken geschreven en laat vaak zijn mening horen in publieke debatten.

## SellaBand
In 2009 komt het platenlabel SellaBand met een vernieuwde formule, waardoor bands vrijer zijn in het bepalen van de prijs van een share en het totaal op te halen bedrag. Hierdoor besluit Public Enemy om hun nieuwe album via deze website voor en door de fans te gaan maken. Binnen twee weken halen ze op die manier hun eerste 50.000 dollar op, de eerste stap van het doel om 250.000 dollar op te halen voor het opnemen, produceren en promoten van dit nieuwe album. Het levert zowel SellaBand als Public Enemy een hoop publiciteit op.

## Discografie
- Yo! Bum Rush the Show (1987)
- It Takes a Nation of Millions to Hold Us Back (1988)
- Fight the Power...Live! (1989)
- Fear of a Black Planet (1990)
- Apocalypse '91...The Enemy Strikes Black (1991)
- Greatest Misses 1986-1992 (1992)
- Muse Sick-n-Hour Mess Age (1994)
- He Got Game (1998)
- Bring the Noise 2000 (1999)
- There's a Poison Goin' On (1999)
- Revolverlution (2002)
- New Whirl Odor (2005)
- Rebirth of a Nation (2006)
- Beats and Places (2006)
- How You Sell Soul to a Soulless People Who Sold Their Soul? (2007)
- Most of My Heroes Still Don't Appear on No Stamp (2012)
- The Evil Empire of Everything (2012)
- Man Plans God Laughs (2015)
- Nothing Is Quick in the Desert (2017)
- What You Gonna Do When the Grid Goes Down? (2020)